# Конструкторское бюро

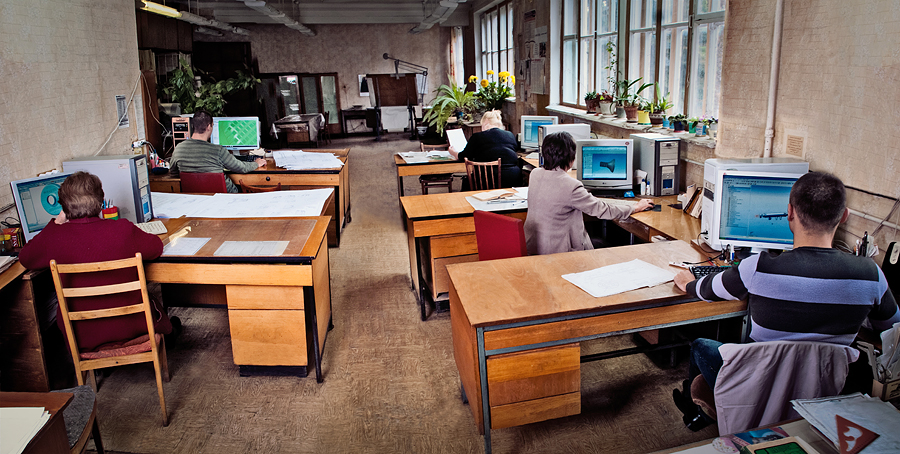
Инструментальное конструкторское бюро завода Фиолент

Конструкторское бюро (КБ) — самостоятельная организация, структурное подразделение (бюро) производственной или проектной организации, занимающееся конструированием оборудования и приборов или их составных частей.
В зависимости от способа возникновения гражданско-правовых обязательств делятся на типы:
- работающие на основании договоров — организации, предоставляющие виды работ: промышленный дизайн, инжиниринг, прототипирование изделий, разработка конструкторской документации и авторский надзор;
- работающие на основании административных актов — отраслевые организаци;
- работающие в рамках корпоративных отношений — отделы Главного конструктора предприятий.

## Конструкторские бюро в СССР
- Центральное конструкторское бюро (ЦКБ)
- Проектно-конструкторское бюро (ПКБ)
- Опытно-конструкторское бюро (ОКБ)
- Специальное конструкторское бюро (СКБ)
- Специальное конструкторско-технологическое бюро (СКТБ)
- Специальное проектно-конструкторское бюро (СПКБ)
- Конструкторское бюро машиностроения (КБМ)
- Опытно-конструкторское бюро автоматики (ОКБА)

Отраслевые КБ  имели номер, ведомственную принадлежность и, иногда, наименование. Например, ОКБ-155 Министерства авиационной промышленности СССР имени А. И. Микояна и М. И. Гуревича — разработчик самолётов «МиГ». Номер ОКБ обычно совпадал с номером серийного или опытного завода, при котором оно было организовано (то есть ОКБ-155 — это ОКБ при заводе № 155).